# هوارد غروبر
هوارد غروبر (بالإنجليزية: Howard Gruber)‏ هو عالم نفس أمريكي، ولد في 6 نوفمبر 1922 في بروكلين في الولايات المتحدة، وتوفي في 25 يناير 2005 في مانهاتن في الولايات المتحدة.

## وصلات خارجية
- هوارد غروبر على موقع الموسوعة البريطانية (الإنجليزية)